# Oreopsyche biroi
Oreopsyche biroi är en fjärilsart som beskrevs av Hans Rebel 1909. Oreopsyche biroi ingår i släktet Oreopsyche och familjen säckspinnare. Inga underarter finns listade i Catalogue of Life.